# حمد بن صدقة بن أحمد العسقلاني
حمد بن صدقة بن أحمد العسقلانيّ، المكي الأصل، القاهري كان عالمًا بعدة علوم، منها الحساب والفلك والجبر والهندسة، وله مؤلفات، وهو من علماء أواخر القرن التاسع.